# بخش لافایت (شهرستان مدینه، اوهایو)
بخش لافایت (به انگلیسی: Lafayette Township) یک منطقهٔ مسکونی در ایالات متحده آمریکا است که در شهرستان مدینا، اوهایو واقع شده‌است.
 بخش لافایت ۶۱٫۳ کیلومتر مربع مساحت و ۵٬۴۷۶ نفر جمعیت دارد و ۳۱۱ متر بالاتر از سطح دریا واقع شده‌است.